# Phú Đông (Đồng Nai)
Phú Đông is een xã in het district Nhơn Trạch. Het ligt in de Vietnamese provincie Đồng Nai. Phú Đông ligt vlak bij de provinciegrens met Ho Chi Minhstad. Phú Đông ligt ter hoogte waar de Đồng Nai samenvloeit met de Sài Gòn en samen de Nhà Bè vormen.